# 岩手県道258号繋温泉線
岩手県道258号繋温泉線（いわてけんどう258ごう つなぎおんせんせん）は、岩手県盛岡市を通る一般県道である。

## 概要
小岩井農場と盛岡つなぎ温泉を結ぶ幹線道路である。御所湖に架かるつなぎ大橋をわたると温泉の中心街へ出る。

### 路線データ
- 起点：盛岡市繋字山根（繋十文字交差点、国道46号・岩手県道131号小岩井停車場線交点）
- 終点：盛岡市繋字舘市（岩手県道172号盛岡鶯宿温泉線交点）

## 地理

### 交差する道路
- 国道46号・岩手県道131号小岩井停車場線（起点）
- 岩手県道172号盛岡鶯宿温泉線（終点）

### 沿線の施設など
- 御所ダム
- 盛岡つなぎ温泉